# دنیسلاو الکساندروف
دنیسلاو الکساندروف (انگلیسی: Denislav Aleksandrov؛ زادهٔ ۱۹ ژوئیهٔ ۱۹۹۷) بازیکن فوتبال اهل بلغارستان است.
از باشگاه‌هایی که در آن بازی کرده است می‌توان به باشگاه فوتبال لودوگورتس رازگراد اشاره کرد.
وی همچنین در تیم‌های ملی فوتبال زیر ۲۱ سال بلغارستان، و بلغارستان بازی کرده است.